# Matrix
The Matrix (bra/prt: Matrix) é um filme australo-estadunidense de 1999, dos gêneros ação e ficção científica, dirigido e escrito por Lilly e Lana Wachowski. Estrelado por Keanu Reeves, Laurence Fishburne e Carrie-Anne Moss, o filme retrata um futuro ciberpunk distópico no qual a realidade, como percebida pela maioria dos humanos, é, na verdade, uma realidade simulada por computador chamada "Matrix", criada por máquinas sencientes (evolução da inteligência artifical) para subjugar a população humana na forma de hibernação, enquanto o calor e a atividade elétrica de seus corpos são usados como fonte de energia;  na história, o cibercriminoso e programador de computador Neo descobre este fato e é atraído para uma rebelião contra as máquinas, que envolve outras pessoas que foram libertadas do "mundo dos sonhos".
Matrix é um exemplo do subgênero cyberpunk da ficção científica. A abordagem que as Wachowski empregaram para as suas cenas de ação foi influenciada pela animação japonesa e pelos filmes de artes marciais; seu uso de coreógrafos de luta para as cenas de luta e técnicas de wire fu do Cinema de ação de Hong Kong no filme influenciou as produções subsequentes de filmes de ação de Hollywood. O filme popularizou termos como "pílula vermelha" e introduziu um efeito visual conhecido como "bullet time", no qual a percepção intensificada de certos personagens é representada ao permitir a ação dentro de um plano para progredir em câmera lenta enquanto a câmera parece se mover pela cena em velocidade normal, permitindo que os movimentos acelerados de certos personagens sejam percebidos normalmente.
O filme estreou nos cinemas dos Estados Unidos em 31 de março de 1999, recebendo grande aclamação da crítica, que elogiou seus efeitos visuais inovadores, sequências de ação, cinematografia e valor de entretenimento, se tornando um grande sucesso de bilheteria, arrecadando mais de 460 milhões de dólares contra um orçamento estimado em 63 milhões (tornando-se o filme de maior receita da Warner Bros. de 1999 e a quarta maior bilheteria daquele ano). Durante a 72º cerimônia do Óscar, Matrix ganhou todas as quatro categorias para as quais foi indicado: Melhores Efeitos Visuais, Melhor Edição, Melhor Som e Melhor Edição de Som; o filme também recebeu vários outros prêmios, incluindo Melhor Som e Melhores Efeitos Visuais na 53º ceriômia do BAFTA, enquanto as Wachowski foram premiadas com o prêmio de Melhor Direção e Melhor Filme de Ficção Científica na 26ª edição do Prêmio Saturno. É frequentemente reconhecido como um dos maiores filmes de ficção científica de todos os tempos, sendo selecionado em 2012 para preservação no National Film Registry dos Estados Unidos pela Biblioteca do Congresso por ser "culturalmente, historicamente e esteticamente significativo".
O sucesso do filme levou ao lançamento de duas sequências em longas-metragens em 2003, Matrix Reloaded e The Matrix Revolutions, que também foram escritas e dirigidas pelas Wachowski. A franquia Matrix foi expandida ainda mais por meio da produção de histórias em quadrinhos, videogames e um filme coletivo de animação, Animatrix, com o qual as Wachowski estiveram fortemente envolvidas; a franquia também originou livros e teorias expandindo algumas das ideias religiosas e filosóficas aludidas nos filmes. Um quarto filme, intitulado Matrix Resurrections, foi lançado em 22 de dezembro de 2021.

## Enredo
Thomas A. Anderson vive uma vida dupla: de dia, é um programador para uma companhia de software, enquanto à noite é um hacker, invadindo sistemas de computador ilegalmente e roubando informações, sob o apelido de Neo. Durante a sua vida como pirata informático, Neo convive com uma pergunta constante: "O que é a Matrix?". Na busca da resposta, dedica-se de forma persistente a encontrar um suposto "terrorista" conhecido apenas como Morpheus. O que Neo não sabe é que Morpheus o tem observado por um longo tempo. Quando este finalmente o contacta, Neo é perseguido e capturado por sinistros agentes, que presume pertencerem a alguma organização do governo e descobriram as suas atividades ilegais. Perante a recusa em cooperar, estes implantam um software eletrônico em formato de escorpião no seu corpo para poderem monitorar os seus atos e o libertam. Neo é então contactado por Trinity, uma famosa hacker, que o incentiva a procurar a verdade sobre a Matrix. Quando Neo aceita se encontrar com ela, esta remove o "escorpião" dele e o leva até Morpheus. Durante a conversa, Morpheus pede para Neo escolher: voltar a sua vida cotidiana ou saber finalmente o que é a Matrix. Neo aceita a segunda opção e toma uma pílula vermelha. Após entrar em choque, Neo acorda desorientado e alarmado por se encontrar fraco, sem pelos e nu numa cápsula de líquido, com uma série de conectores implantados na sua pele ligados a cabos. À sua volta vê apenas um número infindável de cápsulas iguais a dele, sob um céu constantemente negro. Uma máquina desliga-o do sistema e evacua-o para um esgoto, onde Morpheus e Trinity o resgatam e o conduzem a nave Nabucodonosor, apresentando-o a equipe.
O seu corpo é recuperado dos anos que passou dentro da cápsula. Logo que Neo ganha consciência e capacidade motora, Morpheus lhe conta finalmente a verdade, revelando que o mundo que ele conhece não existe: é parte de uma simulação interativa neural, a que chamam de Matrix. Na realidade, a humanidade vive num futuro pós-apocalíptico onde as máquinas, dotadas de inteligência artificial aperfeiçoada ao ponto da auto-consciência, entraram em guerra com os humanos quando estes as tentaram destruir, temendo serem subjulgados por elas. Diante da derrota iminente, a humanidade cobriu o céu com nuvens negras para bloquear a luz do sol, principal fonte de energia das máquinas. O plano falhou e, derrotados, os humanos passaram a ser "cultivados" dentro de cápsulas em enormes campos, servindo de fonte bioelétrica para as máquinas, criando a Matrix para poderem controlar as suas consciências. Os poucos humanos que conseguiram se libertar criaram a Resistência, que se concentra numa cidade subterrânea onde os humanos ainda podem nascer livres, chamada Zion. Neo entra em choque e se recusa a acreditar, mas depois percebe que o mundo que conhecia não era real. Morpheus conta a Neo sobre a profecia de que um dia um humano denominado "O Escolhido" lideraria a Resistência e ganharia a guerra contra as máquinas. Ele acredita que Neo é esse homem.
Os humanos libertados da Matrix têm a capacidade de entrar e sair dela quando quiserem, conectando os seus cérebros e percorrendo a simulação, dispondo de quaisquer objetos que queiram, tais como roupas, veículos e armas. Neo começa sua "formação", tornando-se especialista em várias lutas através de download dos treinos diretamente no seu cérebro. Morpheus conta que os sinistros agentes que o abordaram são na verdade programas da Matrix que se deslocam à vontade pela simulação e são virtualmente imbatíveis. Morpheus adverte Neo que a morte dentro da Matrix leva à morte no mundo real.
Depois de alguns dias a bordo da Nabucodonosor, Neo é conectado de volta à Matrix para encontrar a Oráculo, que tem o poder de previsão no mundo simulado. Ela lhe diz que, apesar de ter o dom, ele não é o Escolhido e que, em breve, um evento fará com que escolha entre sua vida e a de Morpheus.

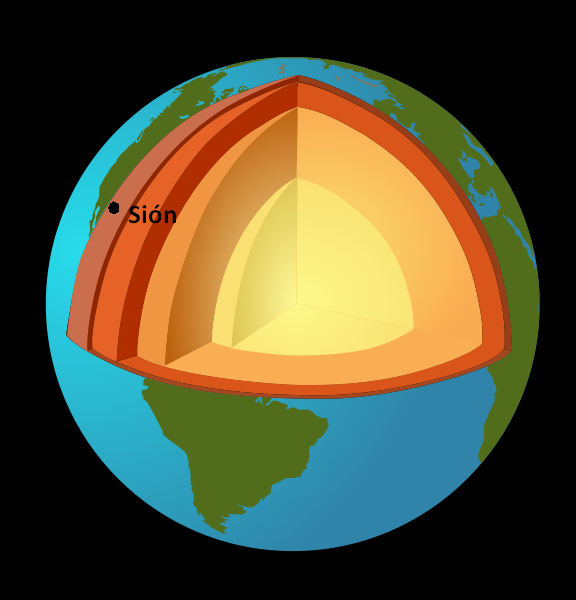
Localização de Zion

Quando se dirigem ao ponto de regresso ao mundo real, a equipe é traída por Cypher, que fez um acordo com os agentes para lhes entregar Morpheus em troca de ser reconectado à vida simulada na Matrix. Morpheus é capturado e Cypher, por ter voltado antes, começa a matar os tripulantes um por um, arrancando a conexão deles antes que voltassem. Quando está prestes a fazer o mesmo com Neo, o piloto da nave, que parecia estar morto, mata Cypher. Neo e Trinity sabem que os agentes pretendem usar Morpheus para lhes revelar o acesso aos códigos da mainframes de Zion. A primeira ideia é arrancar a conexão de Morpheus para matá-lo mas, reconhecendo o evento que Oráculo mencionou, Neo opta por retornar à Matrix com Trinity para o resgate. No telhado onde Morpheus está sendo interrogado, eles confrontam o Agente Jones e, na troca de tiros, Neo descobre que consegue desviar de balas. Trinity mata o "corpo" do Agente Jones e, de helicóptero, resgata Morpheus.
Morpheus e Trinity regressam ao mundo real, mas quando Neo tenta, é interceptado pelo Agente Smith. Após intensa luta, é fatalmente atingido pelo Agente Smith. Trinity, vendo o Neo morrendo na Matrix, sussurra no ouvido de seu corpo real sua previsão da Oráculo, que ela se apaixonaria pelo Escolhido, por isso ele não pode morrer. Na Matrix, Neo ressuscita e os agentes voltam a atacar, mas Neo para as balas no ar. Ele percebe que consegue ver o código da Matrix em tudo o que o rodeia. Acreditando mais em si, vence a batalha.
Na última cena, Neo deixa uma mensagem às máquinas via telefone, advertindo-as que vai libertar tantas mentes humanas quanto for possível.

## Elenco
- Keanu Reeves como Neo: um programador de computador cujo nome verdadeiro é Thomas A. Anderson, que opera secretamente como um hacker chamado Neo. Reeves descreveu seu personagem como alguém que sentiu que algo estava errado e estava procurando por Morpheus e a verdade para se libertar.[16] Will Smith havia sido procurado para o papel de Neo, mas recusou em favor de Wild Wild West e também por conta ceticismo sobre os ambiciosos efeitos especiais do filme; mais tarde, ele afirmou que "não era maduro o suficiente como ator" naquela época e que, se recebesse o papel, ele "teria estragado tudo".[17][18] Nicolas Cage também recusou o papel por causa de "obrigações familiares".[19] A Warner Bros. então procurou Brad Pitt e Val Kilmer para o papel; quando ambos recusaram, Leonardo DiCaprio inicialmente aceitou o papel, mas acabou abandonando o projeto um pouco depois porque não queria fazer um filme de efeitos visuais logo após Titanic. Finalmente, o estúdio pressionou por Reeves, que ganhou o papel contra Johnny Depp, que era a primeira escolha das Wachowski. Lorenzo di Bonaventura afirmou que o roteiro também foi enviado para Sandra Bullock, com a sugestão de reescrever Neo como uma mulher.
- Laurence Fishburne como Morpheus: um humano libertado da Matrix e capitão da Nabucodonosor. Fishburne afirmou que, depois de ler o roteiro, não entendeu por que outras pessoas o acharam confuso. No entanto, ele duvidava que o filme fosse feito, porque era "muito inteligente".[16] As Wachowski instruíram Fishburne a basear sua performance no personagem Sonho (também conhecido como Morpheus) da série de história em quadrinhos Sandman de Neil Gaiman.[20] Gary Oldman, Samuel L. Jackson e Val Kilmer também foram considerados para o papel.
- Carrie-Anne Moss como Trinity: uma humana libertada por Morpheus, membro da tripulação do Nabucodonosor, e mais tarde o interesse romântico de Neo. Depois de ler o roteiro, Moss afirmou que, a princípio, ela não acreditava que tivesse que fazer as ações acrobáticas extremas descritas nele. Ela também duvidava de como as Wachowski conseguiriam dirigir um filme com um orçamento tão grande, mas depois de passar uma hora com elas revisando o storyboard, ela entendeu porque algumas pessoas confiavam nelas.[16] Moss mencionou que ela passou por um teste físico de três horas durante o casting, então ela sabia o que esperar posteriormente.[21] O papel consagrou Moss na indústria cinematográfica, que mais tarde disse: "Eu não tinha carreira antes [de Matrix]. Nenhuma".[22] Janet Jackson foi inicialmente abordada para o papel, mas conflitos de agendamento a impediram de aceitá-lo.[23][24] Sandra Bullock, que já havia sido abordada para o papel de Neo, também recebeu o papel de Trinity, mas ela recusou.[25] Rosie Perez, Salma Hayek e Jada Pinkett Smith (que mais tarde interpretaria Niobe nas sequências) chegaram a fazer o teste para o papel.[26][27][28]
- Hugo Weaving como Agente Smith: um programa "Agente" senciente da Matrix cujo objetivo é destruir Zion e impedir que os humanos saiam da Matrix; ao contrário de outros agentes, ele tem ambições de se libertar de suas funções. Weaving afirmou que achou o personagem divertido e agradável de interpretar. Ele desenvolveu um sotaque neutro, mas com caráter mais específico para o papel. Ele queria que Smith não soasse nem robótico nem humano e também disse que as vozes das Wachowski influenciaram sua voz no filme. Quando as filmagens começaram, Weaving mencionou que estava animado por fazer parte de algo que o expandiria.[29] Jean Reno foi ofertado para o papel, mas recusou uma vez que não queria se mudar para a Austrália, onde seria realizada a produção do filme.[30]
- Joe Pantoliano como Cypher: outro humano libertado por Morpheus e um tripulante da Nabucodonosor, mas que se arrepende de ter tomado a pílula vermelha e busca ser devolvido à Matrix, posteriormente traindo os rebeldes ao Agente Smith. Pantoliano havia trabalhado com as Wachowski antes de aparecer em Matrix, estrelando o filme de 1996 Bound.
- Anthony Ray Parker como Dozer: piloto da Nabucodonosor que nasceu fora da Matrix, ele é irmão de Tank, o "operador" da nave.
- Marcus Chong como Tank: o "operador" da Nabucodonosor e irmão de Dozer; ambos são humanos "naturais" (em oposição aos "criados"), nascidos fora da Matrix.
- Julian Arahanga como Apoc: um humano libertado e membro da tripulação da Nabucodonosor.
- Matt Doran como Mouse: um humano liberto e um programador na Nabucodonosor.
- Belinda McClory como Switch: uma humana libertada por Morpheus e membro da tripulação da Nabucodonosor.
- Gloria Foster como a Oráculo: uma profetisa que ainda reside na Matrix, ajudando os humanos libertos com sua visão e sabedoria.
- Paul Goddard como Agente Brown: um dos dois programas "Agentes" sencientes na Matrix, que trabalha com o Agente Smith para destruir Zion e impedir que os humanos escapem do sistema.
- Robert Taylor como Agente Jones: um dos dois programas "Agentes" sencientes na Matrix que trabalha com o Agente Smith para destruir Zion e impedir que os humanos escapem do sistema.
- Ada Nicodemou como DuJour: amiga de um dos clientes de Neo que possui uma tatuagem de um coelho branco, a qual Neo decide "seguir" (numa referência à Alice no País das Maravilhas).

## Produção

### Desenvolvimento
Em 1994, as irmãs Wachowski apresentaram o roteiro do filme Assassinos para a Warner Bros. Depois que Lorenzo di Bonaventura, o presidente de produção da empresa na época, leu o roteiro ele decidiu comprar os direitos dele e incluiu mais dois filmes, Bound e Matrix, no contrato. O primeiro filme dirigido pelos Wachowski, Bound, tornou-se um sucesso de crítica. Aproveitando esse momento, eles mais tarde pediram para dirigir Matrix.
Em 1996, as Wachowski apresentaram o papel de Neo para Will Smith; Smith explicou em seu canal no YouTube que a ideia era ele ser Neo, enquanto Morpheus seria interpretado por Val Kilmer. Mais tarde, ele explicou que não entendia muito bem o conceito e recusou o papel para filmar Wild Wild West.
O produtor Joel Silver logo se juntou ao projeto. Embora tivesse apoiadores importantes, incluindo Silver e Di Bonaventura para estimular a Warner, Matrix ainda era um grande investimento para a companhia, que teve de investir US$ 60 milhões para criar um filme com temas filosóficos e efeitos especiais difíceis. As Wachowski, com isso, contrataram os artistas de quadrinhos underground Geof Darrow e Steve Skroce para desenhar um storyboard de 600 páginas, plano a plano, para todo o filme. O storyboard finalmente ganhou a aprovação do estúdio, que decidiu realizar a sua produção na Austrália a fim de aproveitar ao máximo o orçamento. Algum tempo depois, o projeto tornou-se uma co-produção entre a estadunidense Warner Bros. e o estúdio australiano Village Roadshow Pictures. De acordo com o editor Zach Staenberg na faixa de comentários de áudio do DVD do filme, a equipe de produção enviou uma edição dos primeiros minutos do filme (apresentando o encontro de Trinity com a polícia e agentes) para os executivos da Warner e garantiu o "apoio total do filme" da Warner logo em seguida.

### Pré-produção
O elenco era obrigado a entender e explicar "Matrix". O livro Simulacros e Simulação, do filósofo francês Jean Baudrillard, era leitura obrigatória para a maior parte do elenco principal e da equipe técnica. No início de 1997, as Wachowski fizeram com que Reeves lesse Simulacros e Simulação, Out of Control: The New Biology of Machines, Social Systems, and the Economic World, de Kevin Kelly, e as ideias do acadêmico Dylan Evans sobre psicologia evolucionista antes mesmo de ler o roteiro, até finalmente conseguir entender e explicar todas as nuances filosóficas envolvidas. Moss comentou que teve dificuldade com este processo.
As diretoras há muito tempo eram admiradoras do cinema de ação de Hong Kong, então decidiram contratar o coreógrafo e diretor de cinema chinês Yuen Woo-ping para trabalhar nas cenas de luta. Para se preparar para o wire fu, os atores tiveram que treinar duro por vários meses. As Wachowski programaram inicialmente quatro meses para treinamento, começando em outubro de 1997. Yuen estava otimista, mas depois começou a se preocupar quando percebeu o quão inaptos os atores eram.
Yuen deixou seu estilo corporal se desenvolver e depois trabalhou com a força de cada ator. Ele se baseou na diligência de Reeves, na resiliência de Fishburne, na precisão de Weaving e na graça feminina de Moss. Yuen projetou os movimentos de Moss para se adequar a sua destreza e leveza. Antes da pré-produção, Reeves passou por uma cirurgia de fusão de dois níveis de sua coluna cervical (no pescoço) devido à compressão da medula espinhal de uma hérnia de disco: "Eu estava caindo no chuveiro quase todas as manhãs", alegou o ator; ele ainda estava se recuperando na época da pré-produção, mas insistia em treinar, então Yuen o deixou praticar socos e movimentos mais leves. Reeves treinou forte e até pediu treino nos dias de folga. No entanto, a cirurgia ainda o impediu de chutar por dois dos quatro meses de treinamento. Como resultado, Reeves não proferiu muitos chutes no filme. Weaving teve que passar por uma cirurgia no quadril depois de sofrer uma lesão durante o processo de treinamento.

### Filmagens
Quase todas as cenas foram filmadas no antigo Fox Studios (atual Disney Studios Australia) localizado em Sydney, bem como na própria cidade, embora marcos reconhecíveis não tenham sido incluídos para manter a impressão de uma cidade americana genérica. As filmagens ajudaram a estabelecer o estado australiano de Nova Gales do Sul como um importante centro de produção de filmes. As filmagens começaram em março de 1998 e terminaram em agosto de 1998; a fotografia principal durou 118 dias.
Devido à supracitada lesão no pescoço de Reeves, algumas das cenas de ação tiveram que ser reprogramadas para aguardar sua recuperação total. Como resultado, as filmagens começaram com cenas que não exigiam muito esforço físico, como as cenas no quarto de Thomas Anderson, a sala de interrogatório e o passeio de carro em que Neo é levado para ver o Oraculo. Durante a cena ambientada no terraço de um prédio do governo, a equipe filmou imagens extras de Neo se esquivando de balas para o caso da técnica do bullet time não funcionasse; a luta desta cena foi filmada no topo do prédio da Symantec Corporation na Kent Street, em frente à Sussex Street.
Moss realizou as tomadas com Trinity no início do filme e todas as acrobacias separadamente. O cenário do telhado que Trinity usa para escapar do Agente Brown no início do filme foi remanescente da produção de Dark City, o que gerou comentários devido às semelhanças temáticas dos filmes. Durante o ensaio da cena do saguão, na qual Trinity corre contra uma parede, Moss machucou a perna e não conseguiu filmar a cena de uma só vez; a atriz chegou a afirmar que estava sob muita pressão na época e ficou arrasada ao perceber que não seria capaz de fazer isso.
O cenário do dojo foi construído bem antes das filmagens terem início. Durante as filmagens dessas sequências de ação, houve contato físico significativo entre os atores, resultando em hematomas. A lesão de Reeves e seu treinamento insuficiente com fios suspensos pelo seu corpo antes das filmagens fizeram com que ele não conseguisse realizar os chutes triplos de forma satisfatória e ficou frustrado consigo mesmo, fazendo com que a cena fosse adiada. A cena foi filmada com sucesso alguns dias depois, com Reeves usando apenas três tomadas. Yuen alterou a coreografia e fez os atores recuarem na última sequência da cena, criando uma sensação de treinamento.
Os cineastas planejaram originalmente filmar a cena do metrô em uma estação de metrô real, mas a complexidade da luta e a instalação dos fios suspensos exigiam filmar a cena em um set. O cenário foi construído em torno de uma instalação de armazenamento de trem existente, que tinha trilhos de trem reais. Ao rodar a cena em que Neo joga Smith contra o teto, Chad Stahelski, o dublê de Reeves, sofreu vários ferimentos, incluindo fraturas na costela, joelhos e um ombro deslocado; outro dublê foi ferido por um extrator hidráulico durante a cena em que Neo é jogado contra uma cabine telefônica. O prédio de escritórios em que Smith interrogou Morpheus era um grande cenário com a visão externa de dentro do prédio sendo grande, com três andares de altura através de um ciclorama; o helicóptero era uma maquete leve em tamanho real suspensa por um cabo de aço operado por um mecanismo de inclinação montado nas vigas do teto do estúdio. O helicóptero tinha uma pequena arma real montada em sua lateral, que foi ajustada para rodar na metade de sua taxa de disparo regular (3.000 tiros por minuto).
Para se preparar para a cena em que Neo acorda em uma cápsula, Reeves perdeu quinze quilos e raspou todo o corpo para dar a Neo uma aparência emaciada; a cena em que Neo cai no esgoto concluiu as filmagens. De acordo com o documentário The Art of the Matrix, pelo menos uma cena filmada e uma variedade de pequenos pedaços de ação foram descartados do filme final.

### Efeitos sonoros e música
O sonoplasta Dane Davis foi o responsável pela criação dos efeitos sonoros do filme. Os efeitos sonoros da cena de luta, como os sons de socos, foram criados usando hastes de metal finas que tiveram seus sons gravados e editados. O som da cápsula contendo um corpo humano se fechando exigia quase cinquenta sons juntos.
A trilha sonora do filme foi composta por Don Davis. Davis observou que espelhos e reflexos aparecem com frequência no filme (como os reflexos das pílulas azuis e vermelhas que são vistos nos óculos de Morfeu, a captura de Neo pelos agentes é vista pelo espelho retrovisor da motocicleta de Trinity, Neo observa um espelho quebrado se consertando, os reflexos se deformam quando uma colher é dobrada, o reflexo de um helicóptero é visível ao se aproximar de um arranha-céu, etc). Davis se concentrou nesse tema de reflexões ao criar sua partitura, alternando entre seções da orquestra e tentando incorporar elementos de contraponto. A partitura de Davis combina elementos orquestrais, corais e sintetizadores; o equilíbrio entre esses elementos varia dependendo se humanos ou máquinas são o assunto dominante de uma determinada cena. Além da trilha sonora de Davis, Matrix também apresenta músicas de artistas como Rammstein, Rob Dougan, Rage Against the Machine, Propellerheads, Ministry, Lunatic Calm, Deftones, Monster Magnet, The Prodigy, Rob Zombie, Meat Beat Manifesto e Marilyn Manson.

### Design de produção
No filme, o código que compõe a própria Matrix é frequentemente representado como personagens verdes fluindo para baixo. Este código usa um tipo de letra personalizado projetado por Simon Whiteley, que inclui imagens espelhadas de caracteres kana de meia largura, letras latinas ocidentais e algarismos arábicos. Em uma entrevista de 2017 na CNET, Whiteley atribuiu o design a sua esposa, que é japonesa, e acrescentou: "Gosto de dizer a todos que o código de Matrix é feito de receitas de sushi japonesas". A cor verde reflete a tonalidade verde comumente usada nos primeiros monitores de fósforo verde. Lynne Cartwright, a supervisora de efeitos visuais da empresa australiana Animal Logic, supervisionou a criação da sequência do título de abertura do filme, bem como a aparência geral do "código Matrix" ao longo do filme, em colaboração com Lindsay Fleay e Justen Marshall. A sequência lembra os créditos de abertura do filme cyberpunk japonês de 1995 Ghost in the Shell, que teve uma forte influência na série Matrix.
O desenhista de produção de Matrix, Owen Paterson, usou métodos para distinguir o "mundo real" e a Matrix de uma forma abrangente. A equipe de design de produção geralmente colocou uma tendência para a cor verde distinta do código Matrix em cenas ambientadas na simulação, enquanto há uma ênfase na cor azul durante as cenas ambientadas no "mundo real". Além disso, os cenários das cenas de Matrix eram um pouco mais decadentes, monolíticos e semelhantes a grades, para transmitir a natureza fria, lógica e artificial daquele ambiente. Para o "mundo real", o cabelo dos atores era menos penteado, suas roupas tinham mais conteúdo têxtil e os diretores de fotografia usavam lentes mais longas para suavizar os fundos e enfatizar os atores.
A Nabucodonosor foi projetada para ter uma aparência remendada, em vez de conjuntos interiores de naves espaciais limpos, frios e estéreis, como os usados em produções como Star Trek. Os fios ficaram visíveis para mostrar o funcionamento interno da nave e cada composição foi cuidadosamente projetada para transmitir a nave como "um casamento entre Homem e Máquina". Para a cena em que Neo acorda da Matrix, a capsula foi desenhada para parecer suja, usada e sinistra; durante o teste de um mecanismo de respiração na capsula, o testador sofreu hipotermia em menos de oito minutos, obrigando a produção a aquecer mais o objeto.
Kym Barrett, figurinista do filme, disse que definiu as vestimentas dos personagens através de seu ambiente. Por exemplo, o traje de escritório de Reeves foi projetado para Thomas Anderson parecer desconfortável, desgrenhado e desajeitado diante de seu chefe. Barrett às vezes usava três tipos de tecido para cada fantasia e também tinha que considerar a praticidade da atuação. Os atores precisavam realizar ações de artes marciais em seus trajes, pendurar de cabeça para baixo sem que as pessoas vissem suas roupas e ser capaz de trabalhar com os fios suspensos enquanto estavam presos aos arreios. Para Trinity, Barrett experimentou como cada tecido absorvia e refletia diferentes tipos de luz e, eventualmente, conseguiu fazer o traje de Trinity semelhante a mercúrio e manchado de óleo para se adequar ao personagem. Para os Agentes, seu traje foi projetado para criar um serviço secreto, visual disfarçado, lembrando o filme JFK e os clássicos homens de preto.
Os óculos de sol, um elemento básico da estética do filme, foram encomendados pelo designer Richard Walker da fabricante de óculos de sol Blinde Design.

### Efeitos visuais
Quanto à inspiração artística para o bullet time, eu daria crédito a Katsuhiro Otomo, que co-escreveu e dirigiu Akira, que definitivamente me surpreendeu, junto com o diretor Michel Gondry. Seus videoclipes experimentaram um tipo diferente de técnica chamada view-morphing e foi apenas parte do início da descoberta de abordagens criativas para o uso de câmeras estáticas para efeitos especiais. Nossa técnica foi significativamente diferente porque a construímos para mover em torno de objetos que estavam em movimento e também fomos capazes de criar eventos em câmera lenta que "câmeras virtuais" poderiam mover, em vez da ação estática nos videoclipes de Gondry com limitação dos movimentos das câmeras.— John Gaeta
O filme é lembrado por popularizar um efeito visual conhecido como bullet time, que permite que uma tomada progrida em câmera lenta enquanto a mesma parece se mover pela cena em velocidade normal. O bullet time foi descrito como "uma analogia visual para momentos privilegiados de consciência dentro da Matrix" e ao longo do filme, o efeito é usado para ilustrar o esforço dos personagens de controle sobre o tempo e o espaço. As Wachowski primeiro imaginaram uma sequência de ação que desacelerava o tempo enquanto a câmera girava rapidamente em torno dos assuntos e propuseram o efeito em seu roteiro para o filme. Quando John Gaeta leu o roteiro, ele implorou a um produtor de efeitos da Mass Illusion para deixá-lo trabalhar no projeto e criou um protótipo que o levou a se tornar o supervisor de efeitos visuais do filme.
O método usado para criar esses efeitos envolveu uma versão tecnicamente expandida de uma antiga técnica de fotografia de arte conhecida como fotografia de fatia de tempo, na qual uma série de câmeras é colocada ao redor de um objeto e acionada simultaneamente. Cada câmera captura uma imagem estática, contribuindo com um quadro para a sequência de vídeo, que cria o efeito de "movimento de câmera virtual"; a ilusão de um ponto de vista movendo-se em torno de um objeto da a entender que o mesmo está congelado no tempo.
O efeito bullet time é semelhante, mas um pouco mais complicado, incorporando movimento temporal para que, em vez de parecer totalmente congelado, a cena progrida em movimento lento e variável. As posições e exposições das câmeras foram pré-visualizadas usando uma simulação 3D. Em vez de disparar as câmeras simultaneamente, a equipe de efeitos visuais disparou as câmeras em frações de segundo uma após a outra para que cada câmera pudesse capturar a ação à medida que ela avançava, criando um super efeito de câmera lenta. Quando os quadros foram colocados juntos, os efeitos de câmera lenta resultantes atingiram uma frequência de quadros de 12.000 por segundo, em oposição aos 24 quadros por segundo normais do filme. Câmeras de filme padrão foram colocadas nas extremidades da matriz para captar a ação de velocidade normal antes e depois. Como as câmeras circundam o assunto quase completamente na maioria das sequências, tecnologia computadorizada foi usada para editar as câmeras que apareciam no fundo do outro lado. Para criar fundos, Gaeta contratou George Borshukov, que criou modelos 3D baseados na geometria dos edifícios e usou as fotografias das próprias edificações como textura.
Os arredores fotorrealistas gerados por este método foram incorporados à cena bullet time e algoritmos baseados em fluxo ótico foram usados para interpolar entre as imagens estáticas para produzir um movimento dinâmico fluente; os slides "lead in" e "lead out" gerados por computador foram preenchidos entre os quadros em sequência para obter a ilusão de orbitar a cena. A Manex Visual Effects usou um cluster farm que rodava o sistema operacional Unix-like FreeBSD para renderizar muitos dos efeitos visuais do filme.
A Manex também lidou com efeitos das criaturas, como as Sentinelas e as máquinas em cenas do mundo real; a Animal Logic criou o corredor de código e o agente explosivo no final do filme. O estúdio DFilm gerenciou cenas que exigiam uso pesado de composição digital, como o salto de Neo de um arranha-céu e a queda do helicóptero em um prédio. O efeito cascata na última cena foi criado digitalmente, mas a tomada também incluiu elementos práticos e meses de extensa pesquisa foram necessários para encontrar o tipo correto de vidro e explosivos a serem usados. A cena foi filmada colidindo uma maquete de helicóptero em uma parede de vidro conectada a anéis concêntricos de explosivos; os explosivos foram acionados em sequência do centro para fora, para criar uma onda de vidro explodindo.
As abordagens fotogramétricas e de fundo geradas por computador com base em imagens do bullet time de Matrix evoluíram para inovações reveladas nas sequências Matrix Reloaded e Matrix Revolutions. O método de usar fotografias reais de edifícios como textura para modelos 3D acabou levando a equipe de efeitos visuais a digitalizar todos os dados, como cenas, movimentos e expressões dos personagens. Também levou ao desenvolvimento da "captura universal", um processo que amostra e armazena detalhes e expressões faciais em alta resolução. Com esses dados coletados altamente detalhados, a equipe conseguiu criar uma cinematografia virtual na qual personagens, locações e eventos podem ser criados digitalmente e visualizados por meio de câmeras virtuais, eliminando as restrições das câmeras reais.

## Lançamento

### Mídia doméstica
Matrix foi lançado em DVD e Laserdisc em sua proporção original de 2,39:1 em 21 de setembro de 1999, nos Estados Unidos pela Warner Home Video, bem como na proporção de 1,33:1 em Hong Kong pela ERA Home Entertainment. Também foi lançado em VHS nos formatos de tela inteira e widescreen em 7 de dezembro de 1999. Sua primeira versão em DVD foi a primeira a vender mais de um milhão de cópias nos Estados Unidos; em 2000, o DVD aumentou esta marca para três milhões de cópias comercializadas naquele país, feito inédito até então. Até então, Matrix tornou-se o lançamento em DVD mais vendido de todos os tempos, mantendo esse recorde por alguns meses antes de ser superado por Gladiador. Em 10 de novembro de 2003, um mês após o lançamento do DVD da sequência Matrix Reloaded, as vendas do DVD do filme original ultrapassaram trinta milhões de cópias. Em 22 de maio de 2007, o filme ganhou um lançamento no formato HD DVD através da coleção The Ultimate Matrix Collection.
Em 14 de outubro de 2008, Matrix foi disponibilizado pela primeira vez em Blu-ray. No ano seguinte, o filme também foi lançado numa versão especial única em comemoração do seu décimo aniversário também em Blu-ray e no formato Digibook em 31 de março de 2009. Em 2010, o filme teve outro lançamento em DVD junto com as duas sequências através do box The Complete Matrix Trilogy; por fim, em 2018, o filme recebeu mais dois lançamentos: um contendo apenas o primeiro filme no formato Blu-ray 4K HDR em 22 de maio e o outro acompanhado das duas sequências seguintes (coleção The Matrix Trilogy) no formato Ultra HD Blu-ray 4K em 30 de outubro.

### Adaptação para outras mídias
A franquia gerou três videogames: Enter the Matrix (2003), que contém cenas filmadas especificamente para o jogo e narra os eventos ocorridos antes e durante Matrix Reloaded; The Matrix Online (2004), um MMORPG que serviu como uma "sequência" de Matrix Revolutions; e The Matrix: Path of Neo (2005), que se concentra na jornada de Neo através da trilogia de filmes.
A franquia também inclui The Matrix Comics, uma série em HQ com contos ambientados no mundo de Matrix, escritos e ilustrados por figuras da indústria de quadrinhos; a maioria dos quadrinhos foi originalmente apresentada gratuitamente no site oficial do filme. As histórias foram posteriormente republicadas, junto com algum material novo, em dois volumes de brochura impressos, chamados The Matrix Comics, Vol 1 e Vol 2.

## Recepção

### Desempenho comercial
Matrix arrecadou US$ 27,8 milhões durante o seu fim de semana de estreia, além de ganhar US$ 37,4 milhões nos primeiros cinco dias. Ultrapassou Perdidos no Espaço e Proposta Indecente ao ganhar o maior lucro nos finais de semana de abertura de abril e Páscoa. O filme também teve o segundo maior fim de semana de estreia para um filme inicial de primavera, atrás apenas de Liar Liar. Três anos depois, em 2002, os recordes de Matrix de maior abertura num final de semana de abril e Páscoa seriam batidos por The Scorpion King e Panic Room. Após sua estreia, teve o maior fim de semana de abertura de qualquer filme de 1999, superando facilmente Payback. Além disso, o filme marcou o maior fim de semana de estreia de um filme estrelado por Keanu Reeves desde Speed de 1994. Ao chegar na liderança nas bilheterias, Matrix havia ultrapassado os lucros de Forces of Nature, mantendo-se no topo por duas semanas até ser ultrapassado por Life. Durante seu quarto fim de semana, Matrix voltou brevemente ao primeiro lugar. Na semana seguinte, o filme foi superado por Entrapment.
Em sua exibição original, o filme arrecadou US$ 171.479.930 (37,0%) nos Estados Unidos e Canadá e US$ 292.037.453 (63,0%) em outros países, para um total mundial de US$ 463.517.383. Foi o quarto filme de maior bilheteria mundial de 1999, atrás de Star Wars: Episódio I – A Ameaça Fantasma, O Sexto Sentido e Toy Story 2. Na época, Matrix havia se tornado o segundo filme de maior bilheteria da história da Warner Bros., atrás apenas de Twister (1996). No geral, foi o terceiro filme de "classificação R" de maior bilheteria na época, logo após O Resgate do Soldado Ryan e Terminator 2: Judgment Day. Após alguns relançamentos no cinema, a receita bruta mundial do filme subiu para US$ 466.621.824. Em 2012, o filme estava figurado no 122º lugar na lista de filmes de maior bilheteria de todos os tempos e o segundo filme de maior bilheteria da franquia Matrix depois de Matrix Reloaded (que arrecadou US$ 742,1 milhões).

### Resposta da crítica
O filme foi bastante elogiado de maneira geral por muitos críticos, bem como cineastas e autores de ficção científica, especialmente por suas cenas de "ação espetacular" e seus "efeitos especiais inovadores". Alguns descreveram Matrix como um dos melhores filmes de ficção científica de todos os tempos; A revista Entertainment Weekly chamou Matrix de "o filme de ação mais influente da nossa geração". O filme também recebeu comentários filosóficos, como o de William Irwin, que sugeriu que Matrix explora temas filosóficos e espirituais significativos. No agregador de resenhas online Rotten Tomatoes, o filme detém um índice de aprovação de 88% com base em 161 críticas, obtendo uma nota média de 7,8/10; o consenso crítico do site diz: "Graças à visão imaginativa dos Wachowski, Matrix é uma combinação inteligente de ação espetacular e efeitos especiais inovadores". No Metacritic o filme recebeu a pontuação 73/100 com base em 35 críticas, indicando "comentários geralmente favoráveis". O público consultado pelo CinemaScore deu ao filme uma nota média "A−" em uma escala de "A+" a "F". O filme ficou em 323º lugar entre os críticos e 546º entre os diretores na lista de melhores filmes de todos os tempos da revista de cinema britânica Sight & Sound em 2012.
Ainda na revista Sight & Sound, o crítico Philip Strick comentou que se "[mesmo que] os Wachowskis não reivindiquem nenhuma originalidade de mensagem, eles conseguem ser inovadores e surpreendentes", elogiando os detalhes do filme e sua "ampliação de imagens surpreendentes". Roger Ebert deu ao filme três estrelas de quatro: ele elogiou o visual e a premissa do filme, mas não gostou do foco do terceiro ato na ação. Da mesma forma, a revista Time Out elogiou as mudanças "divertidamente engenhosas" entre as diferentes realidades, o desempenho de Hugo Weaving "envolventemente estranho" e os trabalhos de cinematografia e designs de produção do filme, mas concluiu, "a premissa promissora é constantemente desperdiçada à medida que o filme se transforma em uma imagem de ação bastante rotineira... Mais uma fatia de besteira de alto conceito".
Jonathan Rosenbaum, crítico de cinema do Chicago Reader, fez uma avaliação negativa do filme, criticando-o como "diversão simplória por aproximadamente a primeira hora, até que o filme seja dominado por suas muitas fontes... Não há muito humor para mantê-lo em tamanho real e, pelo trecho final tornou-se inchado, mecânico e cansativo".
O crítico Ian Nathan da revista Empire descreveu Carrie-Anne Moss como "uma grande descoberta", elogiou os "altos visuais surreais" permitidos pelo efeito bullet time e descreveu o filme como "tecnicamente alucinante, cujo estilo fundiu-se perfeitamente com o conteúdo e é muito legal"; Nathan observou que, embora o "enredo maluco" do filme não resistisse ao escrutínio, isso não era uma grande falha porque "Matrix é sobre pura experiência". Maitland McDonagh disse em sua crítica para o TV Guide que o "enredo através do espelho dos Wachowski consegue funcionar surpreendentemente bem em vários níveis: como um thriller de ficção científica distópico, como uma desculpa brilhante para as cenas de luta luxuosas e hipercinéticas do filme e como um apelo bastante convincente para as massas mortas acima dos globos oculares para se unirem e se livrarem de suas correntes... Esta deslumbrante alegoria pop está imersa em uma sensibilidade sombria e polpuda que transcende o pastiche nostálgico e se mantém firme em seus próprios méritos".
Tanto os cineastas quanto os criadores e roteiristas de ficção científica geralmente adotam uma perspectiva complementar de Matrix. William Gibson, uma figura-chave na ficção cyberpunk, chamou o filme de "um prazer inocente que não sentia há muito tempo" e afirmou: "Neo é meu herói de ficção científica favorito, com certeza". Joss Whedon chamou o filme de "meu número um" e elogiou sua narrativa, estrutura e profundidade, concluindo: "Funciona em qualquer nível que você queira trazer para ele". Darren Aronofsky comentou: "Eu saí de Matrix... E eu estava pensando: 'Que tipo de filme de ficção científica as pessoas podem fazer agora?' Os Wachowski basicamente pegaram todas as grandes ideias de ficção científica do século 20 e as transformaram em um delicioso sanduíche da cultura pop que todos no planeta devoraram". Christopher Nolan o descreveu como "um fenômeno mainstream incrivelmente palpável que fez as pessoas pensarem: Ei, e se isso não for real?"

### Prêmios e indicações
Matrix venceu quatro estatuetas durante a edição do Óscar de 2000: de Melhor Edição, Melhores efeitos visuais, Melhor Som e Melhor Edição de Som. O filme também recebeu os prêmios BAFTA de Melhor Som e Melhores Efeitos Visuais, além de ser indicado para Melhor Cinematografia, Melhor design de produção e Melhor Edição. Em 1999, ganhou o Saturn Awards de Melhor Filme de Ficção Científica e Melhor Direção.
| Ano  | Prêmio        | Categoria                         | Trabalho/Pessoas Indicadas                                        | Resultados |
| ---- | ------------- | --------------------------------- | ----------------------------------------------------------------- | ---------- |
| 2000 | Oscar Awards  | Melhor montagem                   | Zach Staenberg                                                    | Venceu     |
| 2000 | Oscar Awards  | Melhor mixagem de som             | John Reitz, Gregg Rudloff, David Campbell e David Lee             | Venceu     |
| 2000 | Oscar Awards  | Melhor edição de som              | Dane Davis                                                        | Venceu     |
| 2000 | Oscar Awards  | Melhores efeitos visuais          | John Gaeta, Janek Sirrs, Steve Courtley e Jon Thum                | Venceu     |
| 2000 | BAFTA Awards  | Melhor cinematografia             | Bill Pope                                                         | Indicado   |
| 2000 | BAFTA Awards  | Melhor edição                     | Zach Staenberg                                                    | Indicado   |
| 2000 | BAFTA Awards  | Melhor design de produção         | Owen Paterson                                                     | Indicado   |
| 2000 | BAFTA Awards  | Melhor som                        | David Lee, John Reitz, Gregg Rudloff, David Campbell e Dane Davis | Venceu     |
| 2000 | BAFTA Awards  | Melhores efeitos visuais          | John Gaeta, Steve Courtley, Janek Sirrs e Jon Thum                | Venceu     |
| 2000 | Saturn Awards | Melhor filme de ficção científica | —                                                                 | Venceu     |
| 2000 | Saturn Awards | Melhor direção                    | Lilly e Lana Wachowski                                            | Venceu     |
| 2000 | Saturn Awards | Melhor roteiro                    | Lilly e Lana Wachowski                                            | Indicado   |
| 2000 | Saturn Awards | Melhor ator                       | Keanu Reeves                                                      | Indicado   |
| 2000 | Saturn Awards | Melhor atriz                      | Carrie-Anne Moss                                                  | Indicado   |
| 2000 | Saturn Awards | Melhor ator coadjuvante           | Laurence Fishburne                                                | Indicado   |
| 2000 | Saturn Awards | Melhor figurino                   | Kym Barrett                                                       | Indicado   |
| 2000 | Saturn Awards | Melhor maquiagem                  | Nikki Gooley, Bob McCarron e Wendy Sainsbury                      | Indicado   |
| 2000 | Saturn Awards | Melhores efeitos especiais        | John Gaeta, Janek Sirrs, Steve Courtley e Jon Thum                | Indicado   |

## Análises temáticas
Matrix é indiscutivelmente o artefato cyberpunk definitivo.

—William Gibson
Matrix se baseia e faz alusão a numerosas obras cinematográficas e literárias, além de conceitos da mitologia, religião e filosofia, incluindo as ideias do budismo, cristianismo, gnosticismo, hinduísmo e judaísmo.

### Cinema e televisão
As cápsulas em que as máquinas guardam os humanos no filme foram comparadas às imagens de Metrópolis e ao trabalho de Maurits Cornelis Escher. Uma semelhança com os mundos misteriosos do artista suíço H. R. Giger também foi reconhecida. Cápsulas semelhantes podem ser vistas também no episódio "News from D Street" da série de ficção científica Welcome to Paradox baseada num conto de 1986; no episódio da série (que possui um conceito semelhante com o do filme) o herói não sabe que está vivendo numa realidade virtual até que é informado pelo "homem do código" que criou a simulação e entra nela conscientemente. As Wachowski descreveram 2001: A Space Odyssey de Stanley Kubrick como uma influência cinematográfica formativa e como uma grande inspiração no estilo visual que buscaram ao fazer Matrix. A minissérie de 1973 da TV alemã Welt am Draht criada por Rainer Werner Fassbinder, que é uma adaptação do romance Simulacron-3, serviu de fonte de inspiração para alguns detalhes de Matrix, como a transferência entre o mundo real via telefone/cabine telefônica e a simulação da Matrix. Alguns críticos de cinema também comentaram sobre as semelhanças entre Matrix e outros filmes do final dos anos 1990, como Estranhos Prazeres, Dark City e The Truman Show. A semelhança do conceito dos telefones públicos como portal de saída da Matrix com a TARDIS da longeva série Doctor Who também foi observada; como no filme, a "Matrix" dessa série (apresentada no seriado em 1976 no episódio "The Deadly Assassin" dividido em quatro partes) é um enorme sistema de computador no qual se entra usando um dispositivo conectado à cabeça, permitindo aos usuários ver representações do mundo real e mudar suas leis da física; também como é no filme, uma vez mortos lá, eles morrerão na realidade. As cenas de ação de Matrix também foram fortemente influenciadas por outros filmes de ação, como os do diretor John Woo. As sequências de artes marciais foram inspiradas em Fist of Legend, um filme de artes marciais de 1995 aclamado pela crítica, estrelado por Jet Li; as cenas de luta desse filme levaram à contratação de Yuen como coreógrafo de luta.
A abordagem das Wachowski para as cenas de ação baseou-se em sua admiração pela animação japonesa, como Jûbei ninpûchô e Akira. O filme de animação de 1995 do diretor Mamoru Oshii, Ghost in the Shell, foi uma influência particularmente forte; o produtor Joel Silver afirmou que as Wachowski primeiro descreveram suas intenções para Matrix, mostrando a ele aquele anime e dizendo: "Queremos fazer isso de verdade". O animador japonês Mitsuhisa Ishikawa do estúdio de animação Production I.G, que produziu Ghost in the Shell, observou que os visuais de alta qualidade do anime foram uma forte fonte de inspiração para as Wachowski; ele também comentou: "os filmes cyberpunk são muito difíceis de descrever para uma terceira pessoa. Imagino que Matrix seja o tipo de filme que foi muito difícil de se fazer uma proposta escrita para levar aos estúdios de cinema". Ele também declarou que desde que Ghost in the Shell ganhou reconhecimento na América, as Wachowski o usaram como uma "ferramenta promocional".

### Obras literárias
O filme faz várias referências à Alice no País das Maravilhas, de Lewis Carroll. Comparações também foram feitas com a série de quadrinhos de Grant Morrison, The Invisibles, com Morrison descrevendo o filme em 2011 como "[o filme] me pareceu [ser] minha própria combinação de ideias representadas na tela". Comparações também foram feitas entre Matrix e os livros de Carlos Castaneda.
Matrix pertence ao sub-gênero cyberpunk da ficção científica e se baseia em trabalhos anteriores do gênero, como o romance de 1984 Neuromancer, de William Gibson. Por exemplo, o uso do termo "Matrix" no filme é adotado do romance de Gibson, embora L.P. Davies já tivesse usado o termo "Matrix" quinze anos antes para um conceito semelhante em seu romance de 1969 The White Room. Depois de assistir o filme, Gibson comentou que a maneira como os criadores do filme extraíram das obras cyberpunk existentes era "exatamente o tipo de osmose cultural criativa" em que ele confiava em sua própria escrita; no entanto, ele observou que os temas gnósticos do filme o distinguiam de Neuromancer e acreditava que Matrix era tematicamente mais próximo do trabalho do autor de ficção científica Philip K. Dick The Exegesis of Philip K. Dick. Outros escritores também comentaram sobre as semelhanças entre Matrix e o trabalho de Dick; um exemplo dessa influência é uma conferência de Philip K. Dick em 1977, na qual ele afirmou: "Estamos vivendo em uma realidade programada por computador e a única pista que temos é quando alguma variável é alterada e alguma alteração em nossa realidade ocorre".

### Filosofia
Em Matrix, uma cópia do trabalho filosófico de Jean Baudrillard Simulacros e Simulação, que foi publicado em francês em 1981, é visível na tela como "o livro usado para esconder discos", com Morpheus citando a frase "deserto do real" a partir dele. O livro era a "leitura obrigatória" para os atores antes das filmagens. No entanto, o próprio Baudrillard disse que Matrix interpreta mal e distorce seu trabalho. Alguns intérpretes de Matrix mencionam a filosofia de Baudrillard para apoiar sua afirmação "de que [o filme] é uma alegoria para a experiência contemporânea em uma sociedade altamente comercializada e dirigida pela mídia, especialmente em países desenvolvidos". A influência de The Matrixial Gaze, o conceito filosófico-psicanalítico de Bracha L. Ettinger sobre o espaço matricial arcaico que resiste ao campo dos simulacros, "foi trazido à atenção do público através do escritos de historiadores da arte como Griselda Pollock e teóricos do cinema como Heinz-Peter Schwerfel". Além de Baudrillard e Ettinger, as Wachowski também foram significativamente influenciadas por Out of Control: The New Biology of Machines, Social Systems, and the Economic World, de Kevin Kelly, e pelas ideias de Dylan Evans sobre psicologia evolutiva.
O filósofo William Irwin sugere que a ideia da "Matrix" (uma realidade gerada e inventada por máquinas maliciosas) é uma alusão à "Primeira Meditação" de René Descartes e sua ideia de um "gênio maligno"; a Primeira Meditação levanta a hipótese de que o mundo percebido pode ser uma ilusão abrangente criada para nos enganar. A mesma premissa pode ser encontrada no cérebro de Hilary Putnam em um experimento numa cuba proposto na década de 1980. Uma conexão entre a premissa de Matrix e a Alegoria da Caverna de Platão também foi sugerida; a alegoria está relacionada com a de Platão sobre a teoria das ideias, que sustenta que a verdadeira essência de um objeto não é o que percebemos com nossos sentidos, mas sim sua qualidade, e que a maioria das pessoas percebe apenas a sombra do objeto e, portanto, está limitada à falsa percepção.
A filosofia de Immanuel Kant também foi reivindicada como outra influência no filme e, em particular, como os indivíduos dentro da Matrix interagem uns com os outros e com o sistema. Kant afirma em sua Crítica da Razão Pura que as pessoas passam a conhecer e explorar nosso mundo por meios sintéticos (linguagem etc.) e, portanto, isso torna bastante difícil discernir a verdade de visões falsamente percebidas. Isso significa que as pessoas são seus próprios agentes de engano e, portanto, para que conheçam a verdade, devem optar por perseguir abertamente a verdade. Essa ideia pode ser examinada no monólogo do Agente Smith sobre a primeira versão da Matrix, que foi concebida como uma utopia humana, um mundo perfeito sem sofrimento e com felicidade total; o agente Smith, no filme explica que "foi um desastre. Ninguém aceitou o programa. Culturas inteiras [de pessoas] foram perdidas. As máquinas tiveram que alterar sua escolha de programação para tornar as pessoas subservientes a elas e assim conceberam a Matrix à imagem do mundo em 1999. O mundo em 1999 estava longe de ser uma utopia, mas ainda assim os humanos aceitaram isso sem sofrimento". Segundo William Irwin, isso é "kantiano", porque as máquinas desejavam impor um mundo perfeito aos humanos na tentativa de manter as pessoas satisfeitas para que permanecessem completamente submissas às máquinas, tanto consciente quanto inconscientemente, mas os humanos não eram fáceis de serem dominados.

### Religião e mitologia
Andrew Godoski viu no filme alusões a Jesus, incluindo o "nascimento virginal" de Neo, sua dúvida em si mesmo, a profecia de sua vinda, junto com muitas outras referências cristãs. Entre essas possíveis alusões, sugere-se que o nome da personagem Trinity se refere à doutrina da Trindade do cristianismo. Também foi observado que o personagem Morpheus parafraseia o filósofo taoísta chinês Chuang-Tzu quando ele pergunta a Neo: "Você já teve um sonho, Neo, que você tinha tanta certeza de que era real? E se você não conseguisse acordar desse sonho? Como você saberia a diferença entre o mundo real e o mundo dos sonhos?"
A popularidade do filme deu origem ao Matrixismo, uma religião possivelmente satírica criada por fãs do filme.

### Temas transgêneros
Anos após o lançamento de Matrix, ambas as Wachowski se assumiram como mulheres transgênero e alguns espectadores notaram no filme temas transgêneros antes das diretoras confirmarem oficialmente sua identidade de gênero. A pílula vermelha foi comparada com pílulas vermelhas de estrogênio. A descrição de Morpheus da Matrix criando uma sensação de que algo está fundamentalmente errado "como uma lasca em sua mente" foi comparada à disforia de gênero. No roteiro original, Switch era uma mulher em Matrix e um homem no mundo real, mas essa ideia acabou sendo abandonada.
Em um discurso no GLAAD Media Awards de 2016, Lilly Wachowski disse: "Há um olhar crítico sendo lançado sobre o trabalho de Lana e eu (sic) através das lentes de nossa 'transgeneridade'. Isso é legal porque é um excelente lembrete de que a arte nunca é estática". Lilly também falou em 2020 sobre o filme como uma alegoria para a identidade transgênero e os compromissos que elas tiveram que fazer na época. Em entrevista à Variety, Keanu Reeves alegou que nunca suspeitou que o filme poderia uma alegoria para a identidade transgênero durante a produção.

## Legado

### Estilo de filmagem
Após Matrix, vários filmes subsequentes fizeram uso abundante de técnicas de câmera lenta, câmeras giratórias e até mesmo do efeito bullet time de um personagem congelando ou desacelerando e a câmera girando ao redor dele. A capacidade de diminuir o tempo o suficiente para distinguir o movimento das balas foi usada como uma mecânica de jogo central de vários jogos de videogames, incluindo Max Payne, em que o recurso foi explicitamente referido como "bullet time"; o efeito também marcou a mecânica definidora do videogame Superhot e suas sequências. O efeito especial característico de Matrix e outros aspectos do filme foram parodiados inúmeras vezes, em filmes de comédia como Deuce Bigalow: Male Gigolo (1999), Scary Movie (2000), Shrek (2001), Kung Pow: Enter the Fist (2002), Marx Reloaded (um documentário de 2011 onde a relação entre Neo e Morpheus é representada como um encontro imaginário entre Karl Marx e Leon Trotsky) e em videojogos como Conker's Bad Fur Day. O filme também inspirou outras produções a apresentar um herói vestido de preto, uma heroína sexy, mas mortal, e balas rasgando lentamente o ar; entre eles Charlie's Angels (2000), com Cameron Diaz flutuando no ar enquanto as câmeras circulam ao seu redor; Equilibrium (2002), estrelado por Christian Bale, cujo personagem usava longos casacos de couro preto como os de Neo em Matrix; Guardiões da Noite (2004), uma produção russa fortemente influenciada por Matrix e dirigido por Timur Bekmambetov, que mais tarde fez Wanted (2008) que também apresenta balas rasgando lentamente o ar; e A Origem (2010), que se concentra em uma equipe de bandidos bem vestidos que são capazes de entrar nos sonhos de outras pessoas. Tron (1982) abriu caminho para Matrix que, por sua vez, inspirou a Disney a fazer seu próprio "Matrix" com a sequência Tron: O Legado (2010). Além disso, a sequência do tiroteio no saguão do filme foi recriada na comédia de ação indiana de 2002 Awara Paagal Deewana.

### Coreografia das lutas e atores
Matrix teve um forte efeito no cinema de ação em Hollywood. A incorporação de técnicas de wire fu no filme, incluindo o envolvimento do coreógrafo de luta Yuen Woo-ping e outras pessoas com experiência no cinema de ação de Hong Kong, afetou as abordagens das cenas de luta tomadas por diversos filmes de ação subsequentes, movendo-os para abordagens mais orientais. O sucesso de Matrix criou uma alta demanda por esses coreógrafos e suas técnicas de outros cineastas, que queriam lutas semelhantemente sofisticadas: por exemplo, o trabalho de fios suspensos foi empregado em X-Men (2000) e Charlie's Angels, com o irmão de Yuen Woo-ping, Yuen Cheung-yan, sendo convocado como coreógrafo em Demolidor - O Homem sem Medo (2003). A abordagem asiática de Matrix às cenas de ação também originou uma audiência maior para filmes de ação asiáticos, como O Tigre e o Dragão (2000), contribuindo de maneira indireta para o sucesso deste.
Chad Stahelski, que havia sido dublê em Matrix antes de dirigir Reeves na franquia John Wick, reconheceu a forte influência do filme nos longas da série e comentou: "Matrix literalmente mudou a indústria. Com o influxo das artes marciais nos filmes, os coreógrafos de arte e coordenadores de luta agora ganham mais e são mais prevalentes e poderosos na indústria do que coordenadores de dublês. Matrix revolucionou isso. Hoje, os filmes de ação querem suas grandes sequências projetadas em torno de cenas de lutas".
A atriz Carrie-Anne Moss afirmou que antes de ser escalada para Matrix, ela "não tinha carreira". O filme lançou Moss ao estrelato internacional e transformou seu currículo; em uma entrevista ao jornal New York Daily News, ela afirmou: "Matrix me deu tantas oportunidades. Tudo o que fiz desde então foi por causa dessa experiência. Devo muito a esse filme". O filme também originou uma legião de fãs de cinema mais dedicados desde Star Wars. O sucesso combinado da trilogia Matrix, juntamente com a franquia O Senhor dos Anéis e das prequelas de Star Wars fez Hollywood se interessar em criar mais trilogias. Stephen Dowling, do canal britânico BBC, observou que o sucesso de Matrix em pegar ideias filosóficas complexas e apresentá-las de maneira palatável para mentes impressionáveis pode ser seu aspecto mais influente.

### Impacto cultural
O filme também foi influente por seu impacto nos filmes de super-heróis. John Kenneth Muir em declaração no livro The Encyclopedia of Superheroes on Film and Television chamou o filme de uma reimaginação "revolucionária" dos efeitos visuais, abrindo caminho para mais técnicas especiais em filmes de super-heróis posteriores, e credita-o por ajudar a "tornar os super-heróis populares nos filmes assim como eram nos quadrinhos" e demonstrando efetivamente o conceito de "mais rápido que uma bala em alta velocidade" com seu efeito bullet time. Adam Sternbergh, do Vulture.com, credita Matrix por reinventar e definir o modelo para sucessos de bilheteria de super-heróis modernos e inspirar o renascimento dos super-heróis no início do século XXI.

### Recepção moderna
Em 2001, Matrix ficou em 66º lugar na lista "100 Years...100 Thrills" do American Film Institute. Em 2007, a Entertainment Weekly chamou Matrix de a melhor mídia de ficção científica dos últimos 25 anos. Em 2009, o filme ficou em 39º lugar na lista votada por leitores, atores e críticos da revista Empire dos "500 melhores filmes de todos os tempos". O filme também foi eleito o quarto melhor filme de ficção científica na lista "Best in Film: The Greatest Movies of Our Time" de 2011, com base em uma pesquisa realizada pelo canal de televisão estadunidense ABC e pela revista People. Em 2012, foi selecionado para preservação no National Film Registry pela Biblioteca do Congresso por ser "culturalmente, historicamente e esteticamente significativo". Em 2022, Matrix foi determinado como o filme com tema tecnológico mais popular nos Estados Unidos usando dados de volume de pesquisa.

### Teorias da conspiração e grupos marginais
A premissa de Matrix foi reaproveitada para várias teorias da conspiração e grupos alternativos de direita. Por exemplo, alguns grupos online de direitos dos homens usam o termo "redpill" para significar homens percebendo que estão supostamente sendo subjugados pelo feminismo. O termo tem sido usado também em fóruns de discussão para tópicos de direita, como Gamergate, supremacia branca, subcultura incel e QAnon. Em 2021, o termo/adjetivo "pílula" passou a ser mais usado para significar o desenvolvimento de um súbito interesse por algo.

### Sequências e adaptações
O sucesso do filme levou à produção de duas sequências, Matrix Reloaded e The Matrix Revolutions, ambas dirigidas pelas irmãs Wachowski. Estes foram filmados consecutivamente em uma única produção e foram lançados em datas separadas em 2003. O conto introdutório do primeiro filme é sucedido pela história do ataque iminente ao enclave humano de Zion por um vasto exército de máquinas.  As sequências também incorporam cenas de ação mais longas e ambiciosas, bem como melhorias no bullet time e outros efeitos visuais.
Também foi lançado Animatrix, uma coleção de nove curtas-metragens animados, muitos dos quais foram criados no mesmo estilo de animação japonesa que foi uma forte influência na trilogia original em live-action. Animatrix foi supervisionado e aprovado pelas Wachowski, que escreveram apenas quatro dos segmentos, mas não dirigiram nenhum deles; muito do projeto foi desenvolvido por figuras notáveis do mundo do anime.
Em março de 2017, a Warner Bros. estava nos estágios iniciais de desenvolvimento de um relançamento da franquia com Zak Penn em negociações para escrever um tratamento, além de um interesse em ter Michael B. Jordan como estrela. De acordo com o The Hollywood Reporter, nem as Wachowski nem Joel Silver estiveram envolvidos na empreitada, embora o estúdio gostaria de obter no mínimo a aprovação das Wachowski. Em 20 de agosto de 2019, o presidente do Warner Bros. Pictures, Toby Emmerich, anunciou oficialmente que um quarto filme de Matrix estava em andamento, com Keanu Reeves e Carrie-Anne Moss prontos para reprisar seus papéis como Neo e Trinity, respectivamente. Matrix Resurrections foi lançado em 22 de dezembro de 2021 nos cinemas e na HBO Max, sendo recebido com críticas mistas e se tornando uma decepção comercial nos cinemas.